# Pulsedriver
Slobodan Petrovic mladší, známý též pod produkčním jménem Pulsedriver, je německý DJ a producent. On sám označuje svou hudbu jako „Trancecore“, ve skutečnosti ale nemá se skutečným trancecorem nic společného, spíše se blíží euro-trance.[zdroj?]
Předtím, než v roce 1997 začal projekt Pulsedriver, Slobodan nahrával pod mnoha jinými přezdívkami, nejznámější byla Aqualoop, jejíž jméno převzala jeho nahrávací společnost, kterou založil v roce 2000.